# Paul Flechsig

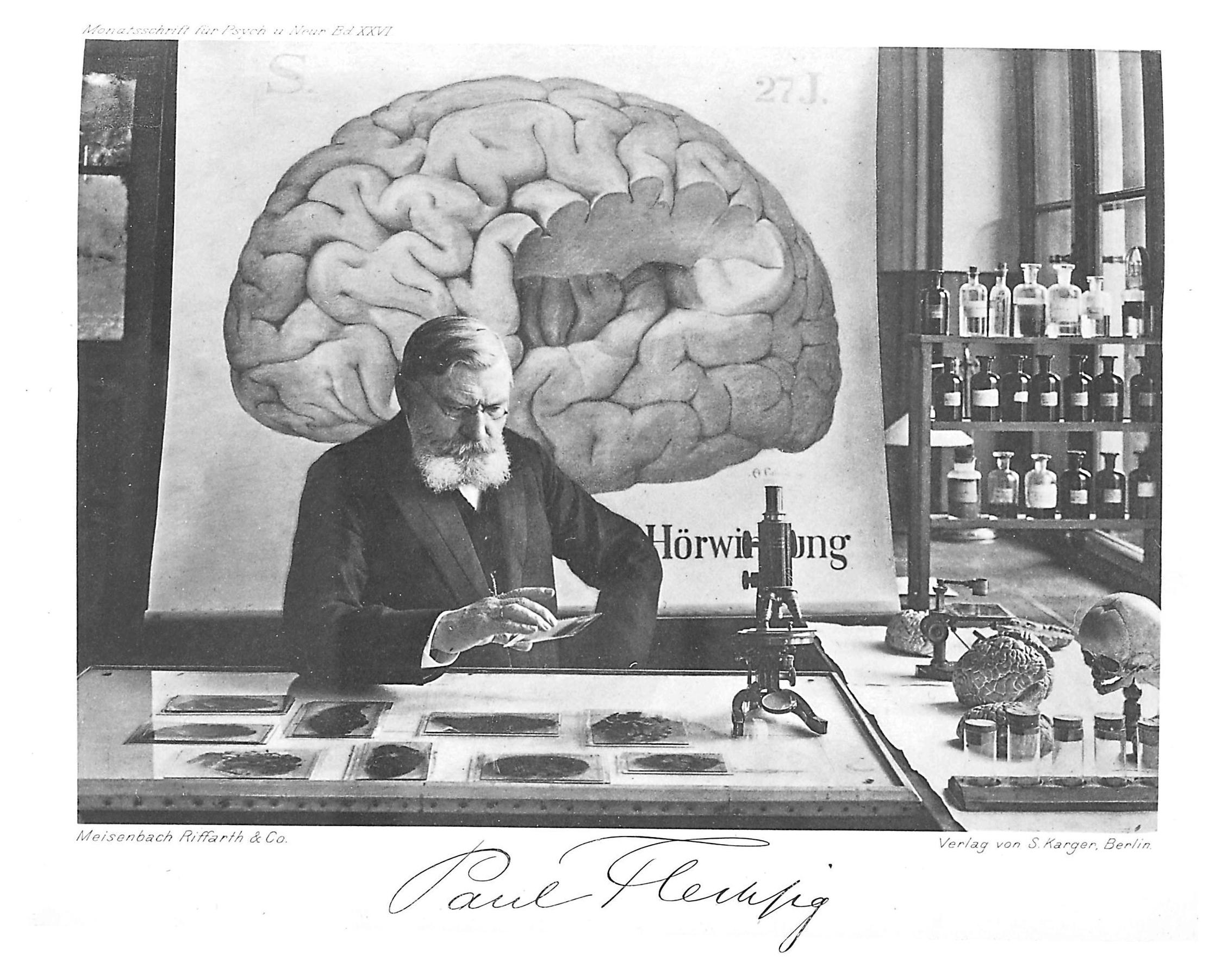
Paul Flechsig (1909)

Paul Emil Flechsig, född 29 juni 1847 i Zwickau, död 23 juli 1929 i Leipzig, var en tysk läkare.
Flechsig blev 1870 medicine doktor i Leipzig, 1873 assistent vid det fysiologiska laboratoriet samt 1877 extra ordinarie och 1884 ordinarie professor i psykiatri vid samma universitet. År 1882 blev han föreståndare för de under hans ledning nyinträttade sinnessjukhusen i Leipzig.
Flechsig var en av sin tids främsta forskare inom det centrala nervsystemets anatomi. Genom sina många skrifter, däribland Die Leitungsbahnen im Gehirn und Rückenmark etc. (1876) och Gehirn und Seele (1896), bidrog han i hög grad till kunskapsutvecklingen inom detta område. Flechsig invaldes som ledamot av Kungliga Vetenskapsakademien 1923.